# Христина Метакса
Кристина Метакса (грец. Χριστίνα Μεταξά; нар. 4 квітня 1992 року, Лімасол, Кіпр) — кіпріотська попспівачка, представниця Кіпру на «Євробаченні 2009» у Москві. Співачка посіла 14-е місце у другому півфіналі та не пройшла до фіналу конкурсу.